# El Palo Fútbol Club
El Palo Fútbol Club es un club de fútbol del barrio de El Palo, que se encuentra en la ciudad española de Málaga. Milita en la Segunda Federación. El día 4 de junio del año 2019 pasó de llamarse: "Centro de deportes El Palo", a su nombre actual: "El Palo Fútbol Club". También se cambió su escudo, siendo así la segunda vez en su historia que el club "Paleño" cambia su escudo.

## Historia
Fundado el 10 de marzo de 1965, numerosos jugadores canteranos del El Palo C. F. han alcanzado la Primera División de España, como Carlos Aranda o Francisco Portillo. El club posee diferentes categorías desde los tres y cuatro años, y otros equipos en la categoría pre-benjamín hasta la edad juvenil, un equipo femenino y un filial senior.
En la temporada 2009-10 juega por primera vez en su historia la fase de ascenso a Segunda División B enfrentándose a la S. D. Amorebieta. En la ida el equipo vasco ganó 3-0 y la vuelta se disputó en el Estadio Julián Torralba de Ciudad Jardín, ya que San Ignacio todavía tenía el terreno de juego de tierra y la RFEF no permitió que se jugase allí. El partido de vuelta terminó con el resultado de 2-1 a favor de los paleños.
En la temporada 2012-13 se proclama campeón de su grupo en Tercera División GR IX, se enfrenta en la eliminatoria de Campeones contra el Burgos Club de Fútbol, quedando 0-0 en El Palo y 3-2 en la vuelta a favor del cuadro burgalés. En la segunda eliminatoria el CD El Palo se enfrenta al F.C. Jumilla ganando en tierras murcianas por 1-2 y sentenciando en casa por 5-1. En la eliminatoria definitiva logra un histórico ascenso a Segunda División B, ante el filial del Deportivo de La Coruña, imponiéndose el conjunto paleño 2-0 a los gallegos.
El C. D. El Palo debutó en la Copa del Rey en la temporada 2013/14, fue el 4 de septiembre de 2013 en San Ignacio ante el Xerez CD, el partido finalizó con empate a uno, en los lanzamientos de penaltis ganó el cuadro xerecista 2-4 en la tanda fatídica y el CD El Palo cayó eliminado.
En la temporada 2022-23 el equipo volvería a jugar una fase de ascenso, esta vez a Segunda Federación, tras finalizar la liga en tercera posición. En la primera ronda se enfrentaría a la U. D. Torre del Mar al que superaría por un global de 2-1, en semifinales jugaría contra el Atlético Malagueño al que también superarían, esta vez por un 1-0. En la final por el ascenso el conjunto malagueño se enfrentaría al C. D. Subiza, equipo al que lograría vencer tanto en la ida como en la vuelta logrando El Palo el ascenso a Segunda Federación.

## Denominación
- El Palo Club de Fútbol (1965-1972)
- Centro de Deportes El Palo (1972-2019)
- El Palo Fútbol Club (2019- )

## Uniforme
- Uniforme titular: Camiseta blanca, pantalón azul y medias azules.
- Uniforme alternativo: Camiseta azul oscuro, pantalón negro y medias negras.

## Temporadas
- 1982-83 - 19.º (Tercera División)
- 1988-89 - 12.º (Tercera División)
- 1989-90 - 20.º (Tercera División)
- 2002-03 - 16.º (Regional Preferente)
- 2003-04 - 2.º (Primera Provincial)
- 2004-05 - 10.º (Regional Preferente)
- 2005-06 - 5.º (Regional Preferente)
- 2006-07 - 4.º (Regional Preferente)
- 2007-08 - 1.º (Regional Preferente)
- 2008-09 - 2.º (Primera Andaluza)
- 2009-10 - 3.º (Tercera División)
- 2010-11 - 14.º (Tercera División)
- 2011-12 - 9.º (Tercera División)
- 2012-13 - 1.º (Tercera División)
- 2013-14 - 12.º (Segunda División B)
- 2014-15 - 19.º (Segunda División B)
- 2015-16 - 5.º (Tercera División)
- 2016-17 - 8.º (Tercera División)
- 2017-18 - 10.º (Tercera División)
- 2018-19 - 4.º (Tercera División)
- 2019-20 - 8.º (Tercera División)
- 2020-21 - 9.º (Tercera División)
- 2021-22 - 10.º (Tercera División RFEF)
- 2022-23 - 3.º (Tercera Federación)
- 2023-24 - 15.º (Segunda Federación)
- 2024-25 - --.º (Tercera Federación)

## Datos del club
- Temporadas en Primera División: 0
- Temporadas en Segunda División: 0
- Temporadas en Segunda División "B": 2
- Temporadas en Tercera División: 43
- Temporadas en Primera Andaluza: 23